# Masthermannia extrema
Masthermannia extrema är en kvalsterart som först beskrevs av Balogh 1958.  Masthermannia extrema ingår i släktet Masthermannia och familjen Nanhermanniidae. Inga underarter finns listade i Catalogue of Life.